# Finnischer Fußballpokal 1960
Der Finnische Fußballpokal 1960 (finnisch Suomen Cup 1960)war die sechste Austragung des finnischen Pokalwettbewerbs. Er wurde vom finnischen Fußballverband ausgetragen. Das Finale fand am 23. Oktober 1960 im Olympiastadion Helsinki statt. 
Pokalsieger wurde Titelverteidiger Haka Valkeakoski. Das Team setzte sich im Finale gegen RU-38 Pori mit 3:1 nach Verlängerung durch.
Alle Begegnungen wurden in einem Spiel ausgetragen. Bei unentschiedenem Ausgang wurde das Spiel auf des Gegners Platz wiederholt. Bis zur 3. Runde hatten unterklassige Teams Heimrecht.

## Teilnehmende Teams
Für die erste Hauptrunde waren 37 Vereine der ersten und zweiten Liga direkt qualifiziert. Dazu kamen 27 Mannschaften der dritten und vierten Liga, die nach drei Qualifikationsrunden startberechtigt waren.
| Veikkausliiga (6) | Ykkönen Süd (11) | Ykkönen Ost (10) | Ykkönen Nord (10) |
| --- | --- | --- | --- |
| - IF Drott - Haka Valkeakoski - Helsingin Palloseura - RU-38 Pori - Tampereen Kisa-Toverit - Turku PS                                                   | - Hämeenlinnan Pallokerho - Hangö IK - Helsingin Ponnistus - Helsingin Toverit - Porin Karhut - Rauman Pallo - Salon Palloilijat - Sudet Helsinki - Töölön Vesa - Turun Kisa-Veikot - Turun Toverit | - Lahden Pallo-Miehet - Kotkan Reipas - Kotkan Työväen Palloilijat - Kuopion Elo - Kuopion Pallotoverit - Kuusankosken Puhti - Mikkelin Pallo-Kissat - Peli-Karhut Jalkapallo - Viipurin Reipas - Warkauden Pallo -35 | - Gamlakarleby BK - Ilves-Kissat Tampere - Jakobstads BK - Karihaaran Tenho - Kokkolan Palloveikot - Oulun Työväen Palloilijat - Rovaniemi PS - TaPa Tampere - Tampereen Pallo-Veikot - Vaasan PS |
| Maakuntasarja (22) | Maakuntasarja (22) | Maakuntasarja (22) | Aluesarja (5) |
| - Åbo IFK - Helsingin Kullervo - Jakobstads Into - Jämsänkosken Ilves - Kajaanin Palloseura - Kalevan Pallo-Pojat - Kallion PS - Käpylän Urheilu-Veikot | - BK-46 Karis - Lappeenrannan Pallo - Loviisan Tor - Malmin Palloseura - Oulun Kärpät - Iirot Rauma - Rauman Lukko                                                                                  | - Riihimäen Palloseura - Seinäjoen PS - Seinäjoen Sisu - Tornion Pallo -47 - Turun Weikot - Valkeakosken Koskenpojat - Vammalan Palloseura                                                                            | - Joensuun Pelitoverit - Myllykosken Pallo -47 - Mikkelin Peli-Pojat - Savonlinnan Palloilijat - Oulun Palloveikot                                                                                |

## 1. Runde
|                          | Ergebnis |                            |
| ------------------------ | -------- | -------------------------- |
| Turun Weikot             | 2:4      | Porin Karhut               |
| Iirot Rauma              | 1:5      | TaPa Tampere               |
| Loviisan Tor             | 1:2      | Sudet Helsinki             |
| Myllykosken Pallo -47    | 3:4      | Peli-Karhut Jalkapallo     |
| Tornion Pallo -47        | 3:1      | Karihaaran Tenho           |
| Oulun Kärpät             | 1:5      | Oulun Työväen Palloilijat  |
| Jakobstads Into          | 5:1      | Gamlakarleby BK            |
| Seinäjoen PS             | 0:4      | IF Drott                   |
| Jämsänkosken Ilves       | 2:3      | Tampereen Pallo-Veikot     |
| Malmin Palloseura        | 3:6      | Turun Kisa-Veikot          |
| Riihimäen Palloseura     | 4:0      | Turun Toverit              |
| Kuusankosken Puhti       | 4:5      | Helsingin Ponnistus        |
| Mikkelin Peli-Pojat      | 1:2      | Warkauden Pallo -35        |
| Vammalan Palloseura      | 1:6      | Haka Valkeakoski           |
| BK-46 Karis              | 3:2      | Turku PS                   |
| Kotkan Reipas            | 1:7      | Mikkelin Pallo-Kissat      |
| Rauman Lukko             | 0:4      | Ilves-Kissat Tampere       |
| Käpylän Urheilu-Veikot   | 3:7      | Töölön Vesa                |
| Helsingin Kullervo       | 3:9      | Åbo IFK                    |
| Rauman Pallo             | 2:1      | Vaasan PS                  |
| Valkeakosken Koskenpojat | 0:5      | Viipurin Reipas            |
| Hangö IK                 | 2:5      | Helsingin Palloseura       |
| Lappeenrannan Pallo      | 4:7      | Kotkan Työväen Palloilijat |
| Kallion PS               | 0:5      | Helsingin Toverit          |
| Seinäjoen Sisu           | 1:2      | Kokkolan Palloveikot       |
| Lahden Pallo-Miehet      | 2:4      | RU-38 Pori                 |
| Kalevan Pallo-Pojat      | 3:0      | Hämeenlinnan Pallokerho    |
| Salon Palloilijat        | 1:7      | Tampereen Kisa-Toverit     |
| Oulun Palloveikot        | 4:2      | Rovaniemi PS               |
| Kajaanin Palloseura      | 6:1      | Jakobstads BK              |
| Savonlinnan Palloilijat  | kampflos | Kuopion Elo                |
| Joensuun Pelitoverit     | 0:7      | Kuopion Pallotoverit       |

## 2. Runde
|                            | Ergebnis |                           |
| -------------------------- | -------- | ------------------------- |
| Porin Karhut               | 3:1      | TaPa Tampere              |
| Sudet Helsinki             | 2:0      | Peli-Karhut Jalkapallo    |
| Tornion Pallo -47          | 3:1      | Oulun Työväen Palloilijat |
| Gamlakarleby BK            | 6:2      | IF Drott                  |
| Tampereen Pallo-Veikot     | 2:1      | Turun Kisa-Veikot         |
| Riihimäen Palloseura       | 2:4      | Helsingin Ponnistus       |
| Warkauden Pallo -35        | 1:9      | Haka Valkeakoski          |
| BK-46 Karis                | 1:3      | Mikkelin Pallo-Kissat     |
| Ilves-Kissat Tampere       | 2:1      | Töölön Vesa               |
| Åbo IFK                    | 3:4      | Rauman Pallo              |
| Viipurin Reipas            | 3:2      | Helsingin Palloseura      |
| Kotkan Työväen Palloilijat | 3:0      | Helsingin Toverit         |
| Kokkolan Palloveikot       | 2:4      | RU-38 Pori                |
| Kalevan Pallo-Pojat        | 0:3      | Tampereen Kisa-Toverit    |
| Oulun Palloveikot          | 6:2      | Kajaanin Palloseura       |
| Kuopion Elo                | 1:2      | Kuopion Pallotoverit      |

## 3. Runde
|                        | Ergebnis  |                            |
| ---------------------- | --------- | -------------------------- |
| Porin Karhut           | 6:2       | Sudet Helsinki             |
| Tornion Pallo -47      | 3:0       | Gamlakarleby BK            |
| Tampereen Pallo-Veikot | 5:2       | Helsingin Ponnistus        |
| Mikkelin Pallo-Kissat  | 4:1       | Rauman Pallo               |
| Haka Valkeakoski       | 1:1 n. V. | Ilves-Kissat Tampere       |
| Viipurin Reipas        | 1:2       | Kotkan Työväen Palloilijat |
| RU-38 Pori             | 5:0       | Tampereen Kisa-Toverit     |
| Oulun Palloveikot      | 3:2       | Kuopion Pallotoverit       |

### Wiederholungsspiel
|                      | Ergebnis |                  |
| -------------------- | -------- | ---------------- |
| Ilves-Kissat Tampere | 0:2      | Haka Valkeakoski |

## Viertelfinale
|                        | Ergebnis |                            |
| ---------------------- | -------- | -------------------------- |
| Porin Karhut           | 1:4      | Tornion Pallo -47          |
| Tampereen Pallo-Veikot | 4:7      | Haka Valkeakoski           |
| Mikkelin Pallo-Kissat  | 4:2      | Kotkan Työväen Palloilijat |
| RU-38 Pori             | 7:1      | Oulun Palloveikot          |

## Halbfinale
|                       | Ergebnis |                  |
| --------------------- | -------- | ---------------- |
| Tornion Pallo -47     | 1:3      | Haka Valkeakoski |
| Mikkelin Pallo-Kissat | 1:2      | RU-38 Pori       |

## Finale
| Paarung          | Haka Valkeakoski – RU-38 Pori |
| Ergebnis         | 3:1 n. V. (1:1, 0:0) |
| Datum            | 23. Oktober 1960 |
| Stadion          | Olympiastadion, Helsinki |
| Zuschauer        | 4.729 |
| Tore             | 0:1 Toivo Johansson (79.) 1:1 Keijo Airola (87.) 2:1 Pentti Niittymäki (94.) 3:1 Keijo Airola (99.)                                                                          |
| Haka Valkeakoski | Aarre Klinga – Olli Mäkinen, Antti Nieminen, Aimo Pulkkinen – Veijo Valtonen, Pentti Niittymäki, Markku Kumpulampi – Esko Malm, Eero Nieminen, Keijo Airola, Juhani Peltonen |